# 大膽級航空母艦
大膽級航空母艦是英國政府在1930年代至1940年代提出並在第二次世界大戰後完成的一類航空母艦。 建造的兩艘船都進行了大量改裝，並且在使用壽命上有差異。 它們從 1951 年一直運作到 1979 年。

## 歷史

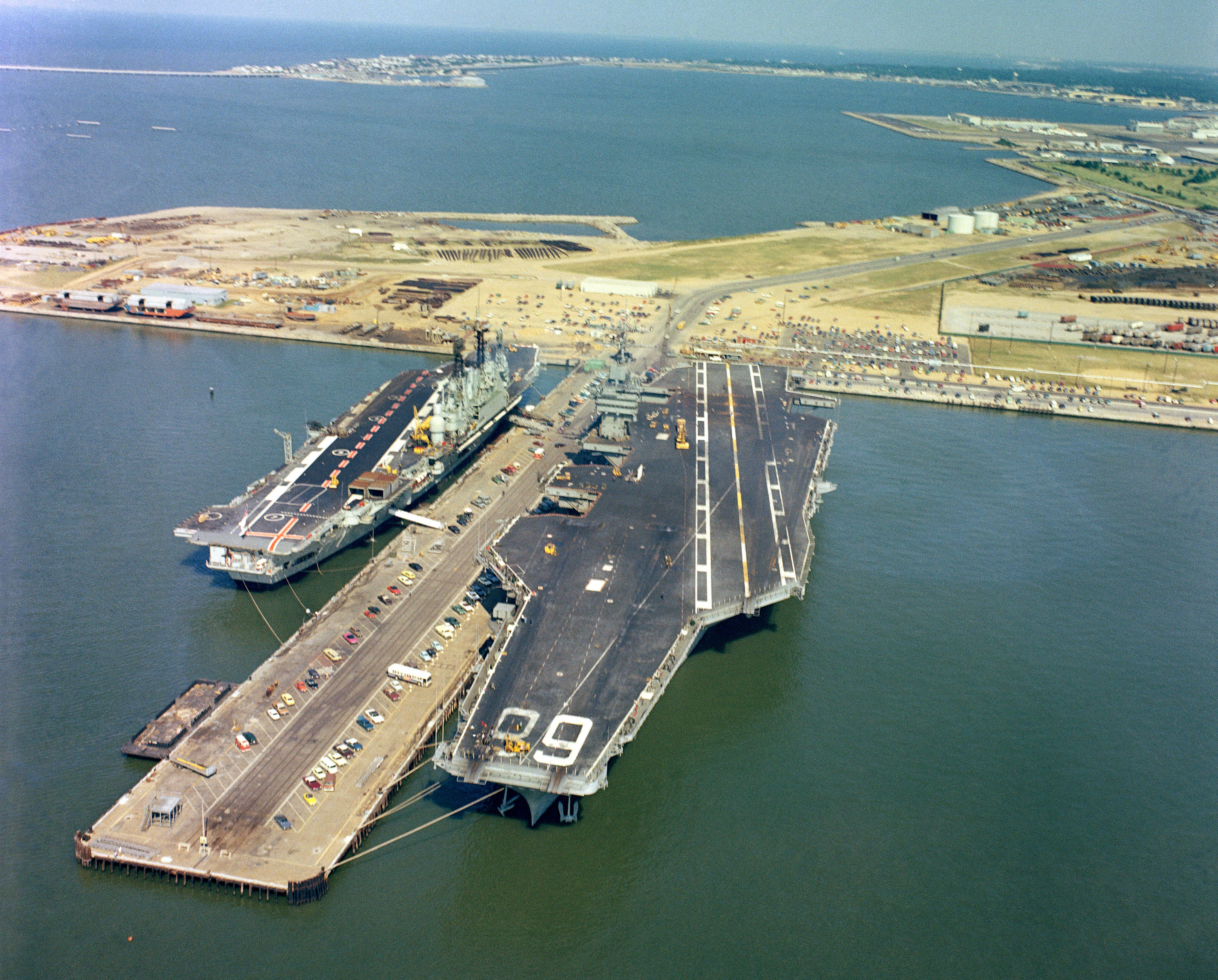
1978 年，皇家方舟號航空母艦（左）位於尼米茲號航空母艦旁。

大膽級最初是作為怨仇級的擴展而設計的，並帶有雙層機庫。然而人們意識到機庫高度不足以容納預計投入使用的新飛機，因此大幅擴大了設計。
在第二次世界大戰期間，1942 年至 1943 年間，作為英國海軍建設的一部分，共建造了四艘艦艇：「非洲號」、「不可抗拒號」、「大膽號」和「鷹號」。 敵對行動結束後，「非洲」和「鷹」被取消。 其餘兩座的工程已暫停。 它們在 20 世紀 50 年代被重新命名並按照不同的設計建造。
隨著“大膽”號（更名為“鷹”號）和“不可抗拒”號（更名為“皇家方舟”號）的建造不斷進步，它們之間的差異如此之大，以至於它們實際上成為了各自等級的領頭（也是唯一）艦艇。 它們構成了戰後航母艦隊的骨幹力量，並進行了極大的修改。

## 同級艦
| 艦名                            | 舷號   | 造船廠                                                                                  | 建造                                                                                              | 下水              | 服役               | 結局                           |
| ------------------------------- | ------ | --------------------------------------------------------------------------------------- | ------------------------------------------------------------------------------------------------- | ----------------- | ------------------ | ------------------------------ |
| 鷹號航空母艦 前（大膽號）       | R05    | 哈蘭德與沃爾夫造船廠,贝尔法斯特                                                         | - 1942年10月24日，作為大膽號 (HMS Audacious)號。 - 1946年初，以1942年沉没的航空母舰命名为“鹰”号。 | 1946年3月19日     | 1951年10月5日      | 1972年1月26日退役。            |
| 皇家方舟號航空母艦 前（無阻號） | R09    | 伯肯黑德卡梅尔·莱尔德                                                                   | - 1943年5月3日，命名為“無阻”號 - 后因1941年第三艘皇家方舟号沈沒而更名。                           | 1950 年 5 月 3 日 | 1955 年 2 月 22 日 | 1979年2月14日退役。            |
| 鹰號                            | 不适用 | - 1942年8月从泰恩河畔沃尔森德的天鵝獵人船廠訂購。 - 同年12月转入维克斯-阿姆斯特朗公司。 | 1944年4月19日                                                                                     | 不适用            | 不适用             | 1946年1月取消，当时已完成23%。 |
| 非洲號                          | 不适用 | - 1943年7月12日从加文费尔菲尔德订购。 - 後來於1944年重新訂購為馬耳他級航空母艦。        | 不适用                                                                                            | 不适用            | 不适用             | 1945年10月15日取消。           |

## 进一步阅读
- 爱尔兰，伯纳德.世界航空母舰图解指南。爱马仕之家，伦敦，2005 年。ISBN 1-84477-747-2国际标准书号 1-84477-747-2
- 约翰斯通-布莱登，理查德。英国最伟大的军舰：皇家方舟四号舰。萨顿出版有限公司，斯特劳德，2000 年。ISBN 0-7509-2504-3国际标准书号 0-7509-2504-3